# フランス場外馬券発売公社
フランス場外馬券発売公社（フランスじょうがいばけんはつばいこうしゃ、フランス語: Pari Mutuel Urbain、PMU）は、フランスにおける勝馬投票券（馬券）の発売組織の一つ。

## 概要
名称は公営競技における投票券の発売方式の一つであるパリミュチュエル方式にちなむ。馬券売上から払戻金を除いた売得金を元に、フランスギャロやシュヴァルフランセといった競馬開催組織に対し運営費を払う形で、フランスの競馬界に資金を提供している。
また現在ではフランス国外にも進出しているほか、オンラインカジノの運営会社という一面もある（詳細は後述）。
総売上は104億500万ユーロ（2013年）。うち競馬関連が96億3,620万ユーロと大半を占める。

## 歴史
- 1930年 設立。
- 1991年 ツール・ド・フランスのポイント賞ジャージ「マイヨ・ヴェール」のスポンサーとなる（2014年を最後に撤退）。
- 2010年 フランス国内でインターネット経由のオンラインカジノが合法化されたことに伴い、オンラインポーカー及びスポーツブック業界に進出。
- 2013年 ベルギーのブックメーカーであるユーロティエルセを買収[2]。
- 2014年 パリ・サンジェルマンFCのオフィシャルパートナー、fr:Coupe de France de cyclisme sur routeのスポンサーとなる。
- 2015年 フランス場内馬券発売公社（PMH）の解散に伴い、競馬場内での馬券発売業務を継承する[3]。